# 804 Hispania
Hispania è un asteroide della fascia principale del diametro medio di circa 157,58 km. Scoperto nel 1915, presenta un'orbita caratterizzata da un semiasse maggiore pari a 2,8401060 UA e da un'eccentricità di 0,1397763, inclinata di 15,36139° rispetto all'eclittica.
Il suo nome è un omaggio alla Spagna, di cui Hispania era l'antico nome latino.